# Förenade arablistan
Förenade arablistan (hebreiska הרשימה הערבית המאוחדת, HaReshima HaAravit HaMe'uhedet; arabiska القائمة العربية الموحدة; al-Qā'ima al-'Arabiyya al-Muwaḥḥada), känt under den hebreiska akronymen Ra'am (hebreiska: רע"מ), är ett arabiskt politiskt parti i det israeliska parlamentet Knesset.
Förenade Arablistan bildades 1996 av Arabiska Demokratiska Partiet (Hezb al-Democraty al-Arabi; Miflaga Democratit Aravit), islamister och inom Nationella Enighetsfronten. 
Sitt starkaste stöd har Förenade arablistan bland beduiner och i fattiga arabiska byar och städer. Partiet kräver bildandet av en palestinsk stat med Jerusalem som huvudstad. Partiledaren Abdulmalek Dehamshe är en av två representanter för Ra'am i Knesset.